# Iglesia de Santa Ana (Santiago de Chile)
La Iglesia Parroquial de Santa Ana es una construcción neoclásica de culto católico que se encuentra ubicada en Santiago de Chile, en la intersección de las calles Catedral con San Martín (Ex-Las Cenizas). Su espectacularidad e importancia destaca en el entorno urbano que la rodea.

## Historia
La casa parroquial, iglesia y plazoleta homónima, situadas en la esquina de calle Catedral y calle San Martín, conforman un conjunto patrimonialque tiene su origen en los albores de Santiago.
En el año 1576, el gobernador Rodrigo de Quiroga (Gobernador y Capitán General del reino de Chile) cedió "en nombre de su majestad" la mitad oriente de la Plaza del Tejarpara la construcción de una casa para Nuestra Señora de Santa Ana. Esta plaza fue creada en 1575de la unión de 4 solares y recibe su denominación porque ahí se hicieron las tejas para cubrir la catedral.

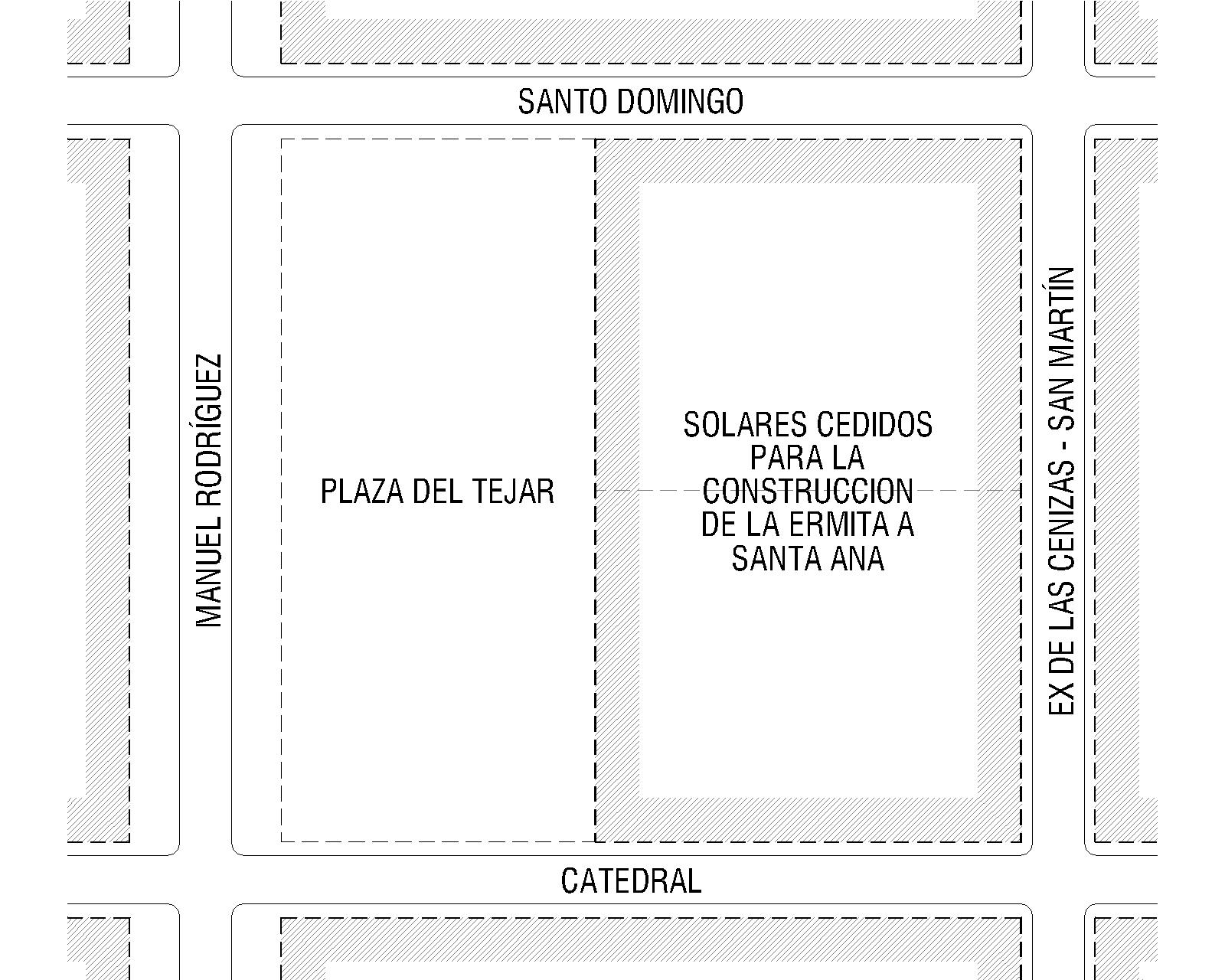
En 1575, el Cabildo de Santiago decide, de la unión de 4 solares, crear la Plaza del Tejar. En 1576 el gobernador de la ciudad decide ceder la mitad oriental de la plaza para la construcción de una ermita a Santa Ana. En 1587, se remata la plaza.

El 18 de septiembre de 1587, muerto ya el gobernador Quiroga, el Cabildo de Santiago acordó levantarla ermita donando la parte restante de la Plaza del Tejar "a la persona o personas que los quisieren edificar a bien visto de este Cabildo". Con este acuerdo del Cabildo se ponía fin a esta plaza, por lo menos en el papel, ya que dicha plaza existiría hasta 1616. 
En cuanto a la parroquia, hay antecedentes para creer que fue "erigida canónicamente por el obispo Salcedo, que gobernó la diócesis de Santiago de 1625 a 1635". Thayer Ojeda afirma que fue fundada en el año 1640 por este mismo obispo. En todo caso, es mencionada en una carta del obispo Villarroel fechada a fines de 1641 como "la parrochia de más importancia de esta audiencia".
Será la 3.ª parroquia creada en Santiago tras El Sagrario (1546) y la Inmaculada Concepción de Colina (1579). Posteriormente vendrían las fundaciones de las parroquias de San Isidro Labrador (1686), Nuestro Señor de Renca, Nuestra Señora del Carmen de Ñuñoa (1662) y San Lázaro (1775). 
El primer edificio de 1587 fue destruido por el terremoto de 1647 y el segundo se cayó con el sismo de 1730. En el año 1746 se inició la construcción del tercer edificio (según el proyecto de, al parecer, Francisco Bravo Ribero) que fue demolido a comienzos del Siglo XIX por su deficiente estado de conservación y reemplazado por el actual gracias a las gestión del presbítero Vicente Aldunate Guerrero.

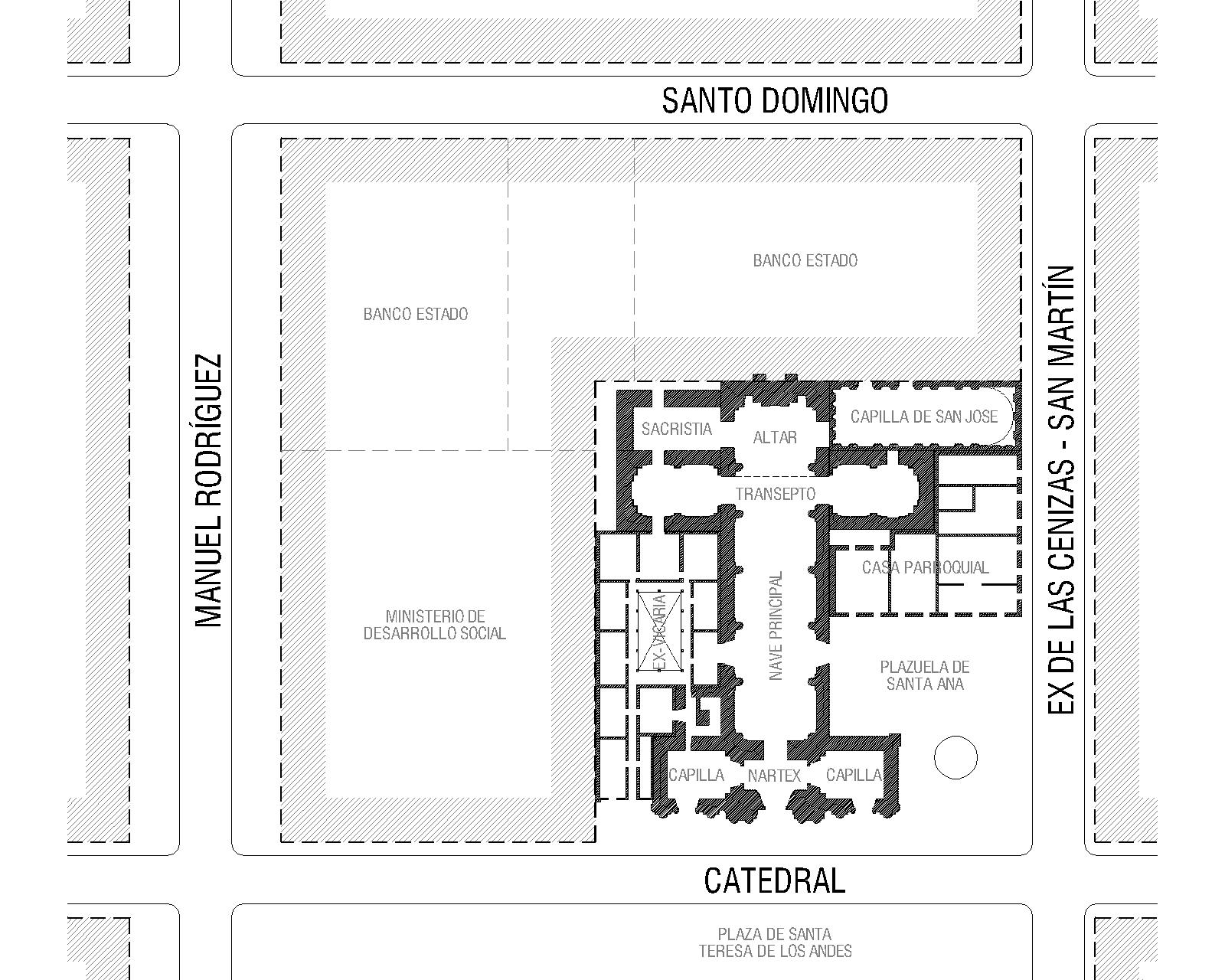
Planta del Monumento Histórico de la iglesia de Santa Ana y su plazuela.

Para hacernos una idea del edificio parroquial que la nueva construcción estaba destinada a reemplazar extractaremos las partes pertinentes de un inventario de la Iglesia de Santa Ana, mandado hacer por el obispo José de Marán durante la rectoría de Francisco Boza y fechado el 30 de octubre de 1797: 
«(…) La Iglesia se compone de adove largo de cuarenta casas, enladrillada, blanqueada y en tablada. Un coro alto con su escala. Un órgano. Un púlpito pintado, con su escala». Y más adelante, «una torre de adove con una campana grande. Cuatro puertas con llaves y serraduras corriates».

### El Edificio de Goycolea (1806-1809)
En torno a 1806-1809 se inician las obras del nuevo edificio comandadas por el agrimensor Juan José de Goycolea que fue discípulo de Joaquín Toesca. Diseñapara Santa Ana un edificio monumental, con muros de albañilería de 15 metros de altura y hasta 2 metros de espesor. Su planta es en extremo sencilla, apenas una nave principal con un pequeño transepto y dos pequeñas capillas, una a cada lado del nártex. Destaca la decoración (exterior e interior) de sus muros con columnas monumentales.
El nuevo templo es consagrado en 1854 tal y como indica la inscripción colocada sobre la puerta principal del templo.
CONSEGRATA XXVI MARTII MDCCCLIV 

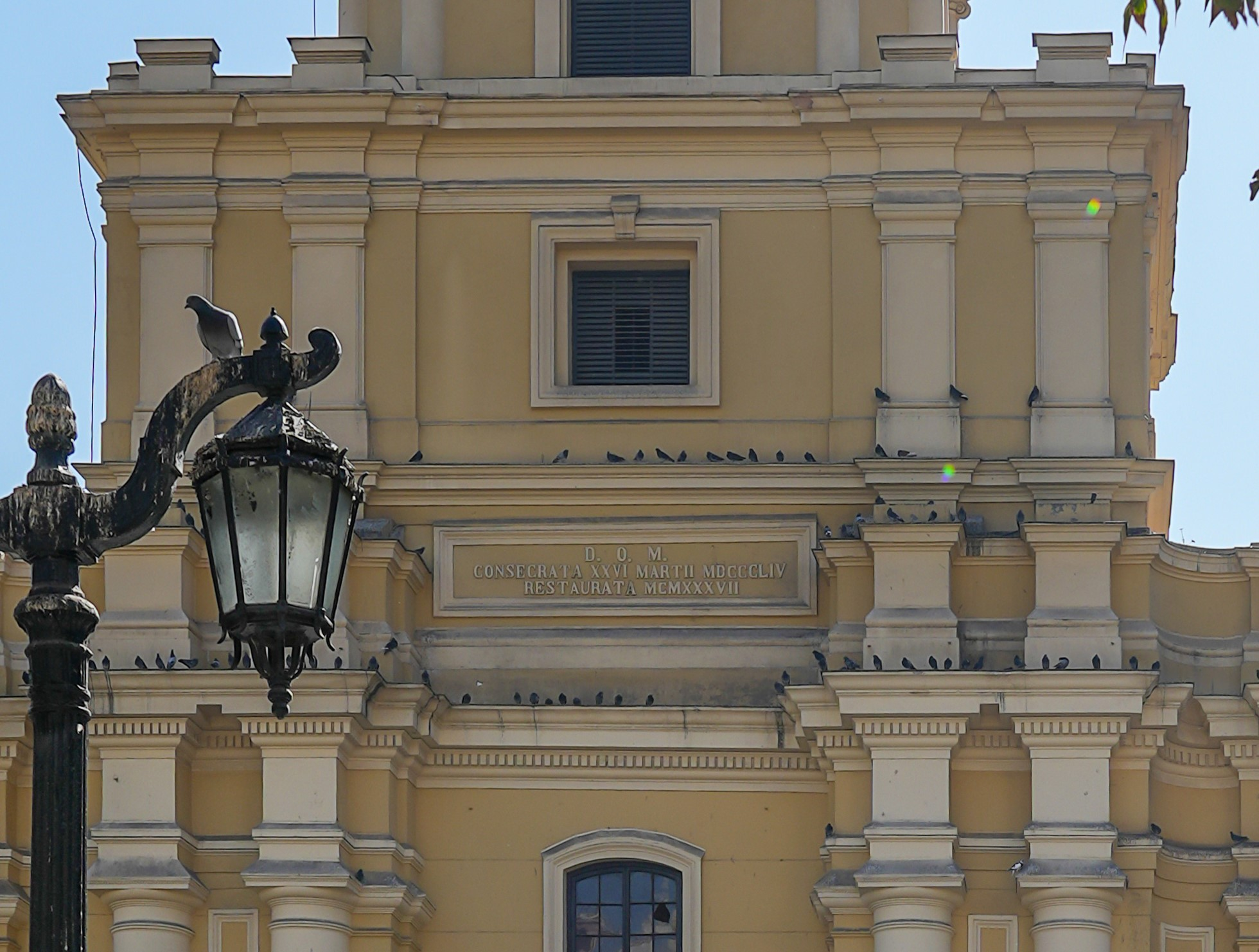
Detalle de la placa conmemorativa de la consagración (y restauración) del templo colocada sobre el acceso principal. (Si se amplia la imagen, se lee D.O.M. CONSEGRATA XXVI MARTII MDCCCLIV RESTAURATA MCMXXXVII)

En 1890 asume la parroquia Bernardo Aránguiz que encarga al arquitecto catalán (y coetáneo de Gaudí) José Forteza Ubach la restauración de la Iglesia de Santa Ana. Su propuesta considera, en una primera fase, eliminar la techumbre existente y clausurar las ventanas existentes. 
Sobre los muros que levantara Goycolea en 1809 ahora ciegos, levantaría una arquería de 4 metros de altura bajo los cuales se colocarían unos vitrales que son, ahora, lo más distintivo del templo.
Cerraría el espacio, una bóveda de cañón decorada con motivos clásicos.

Además de esta intervención, Forteza termina el transepto y propone la construcción de dos capillas laterales en el sector del altar y una nueva fachada sur que nunca se ejecutará.

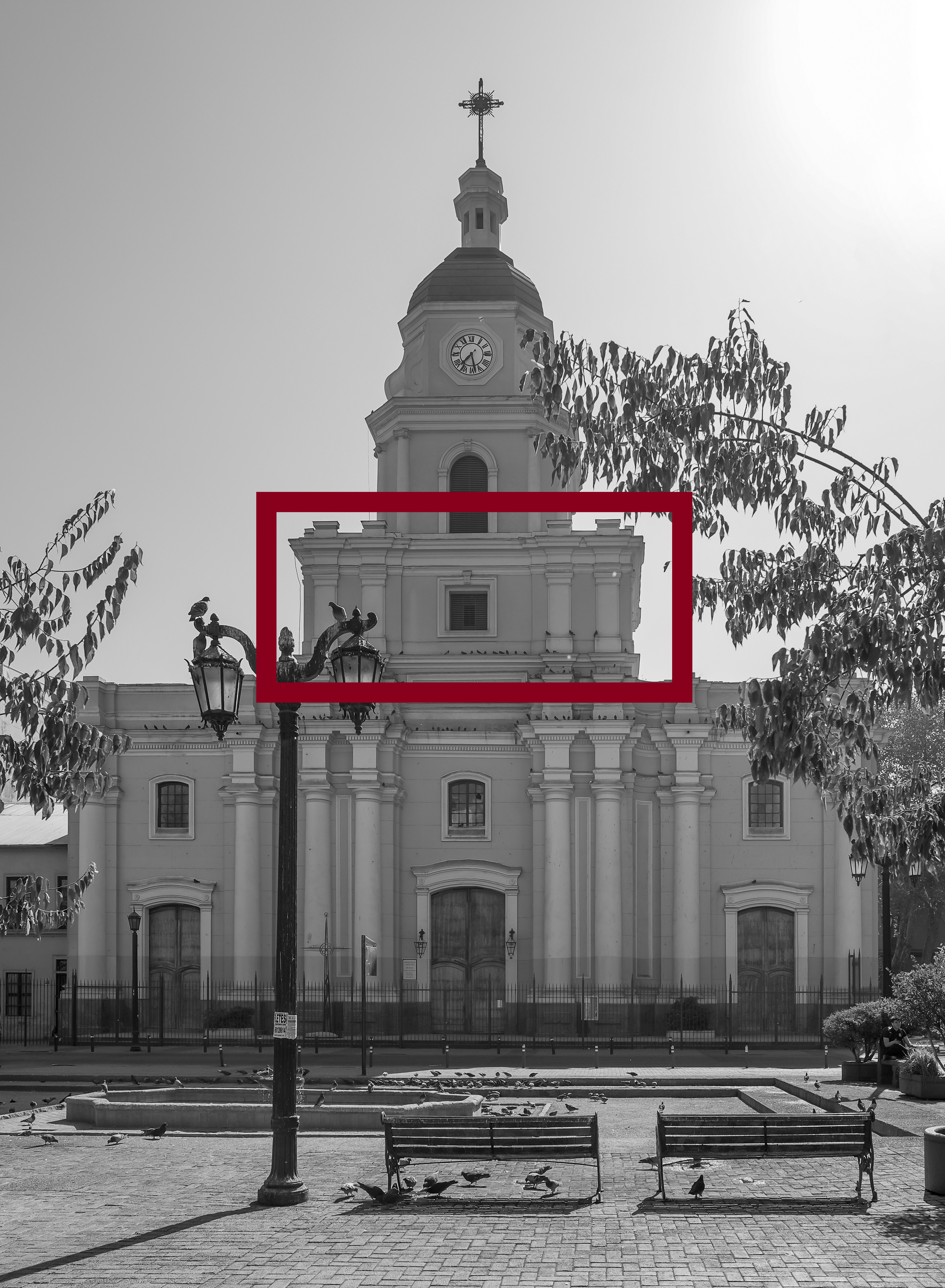
En el recuadro rojo, se indica el nuevo cuerpo de 6,5 m. de altura que Valdivia y Covarrubias añadieron bajo la torre del reloj cuando esta la reconstruyeron en 1920 de concreto.

### Torre del Reloj
Sobre los muros de albañilería de Goycolea de principios del siglo XIX se disponía una torre de madera muy similar a la actual y en cuyo interior estaba el relojde la Iglesia de la Compañía.
En la década de 1920 y debido al mal estado de la torre, se decide demolerla y levantar una de concreto idéntica a la existente de madera. Debido a la nueva materialidad (y que la altura de la nave principal había crecido 4,5 m.) se decide añadir un nuevo cuerpo a dicha torre elevando su altura 6,5 m.
Bajo la nueva torre se dispuso un coro dotado de un moderno órgano eléctrico de 1.600 tubos, traído de Alemania y armado en la iglesia por «el distinguido especialista en este ramo, don Oreste Carlini».  El órgano, junto con el altar mayor y la baranda del comulgatorio, fueron bendecidos el 3 de octubre de 1928. Anteriormente, en septiembre de 1926, lo habían sido el Tabernáculo y el templete para el Santísimo.
El reloj también se sustituye quedando el original en manos de la municipalidad de Santiago.
La torre y el reloj quedan bendecidos el 16 de mayo de 1937, tal y como reza la placa sobre la puerta principal de acceso al templo.

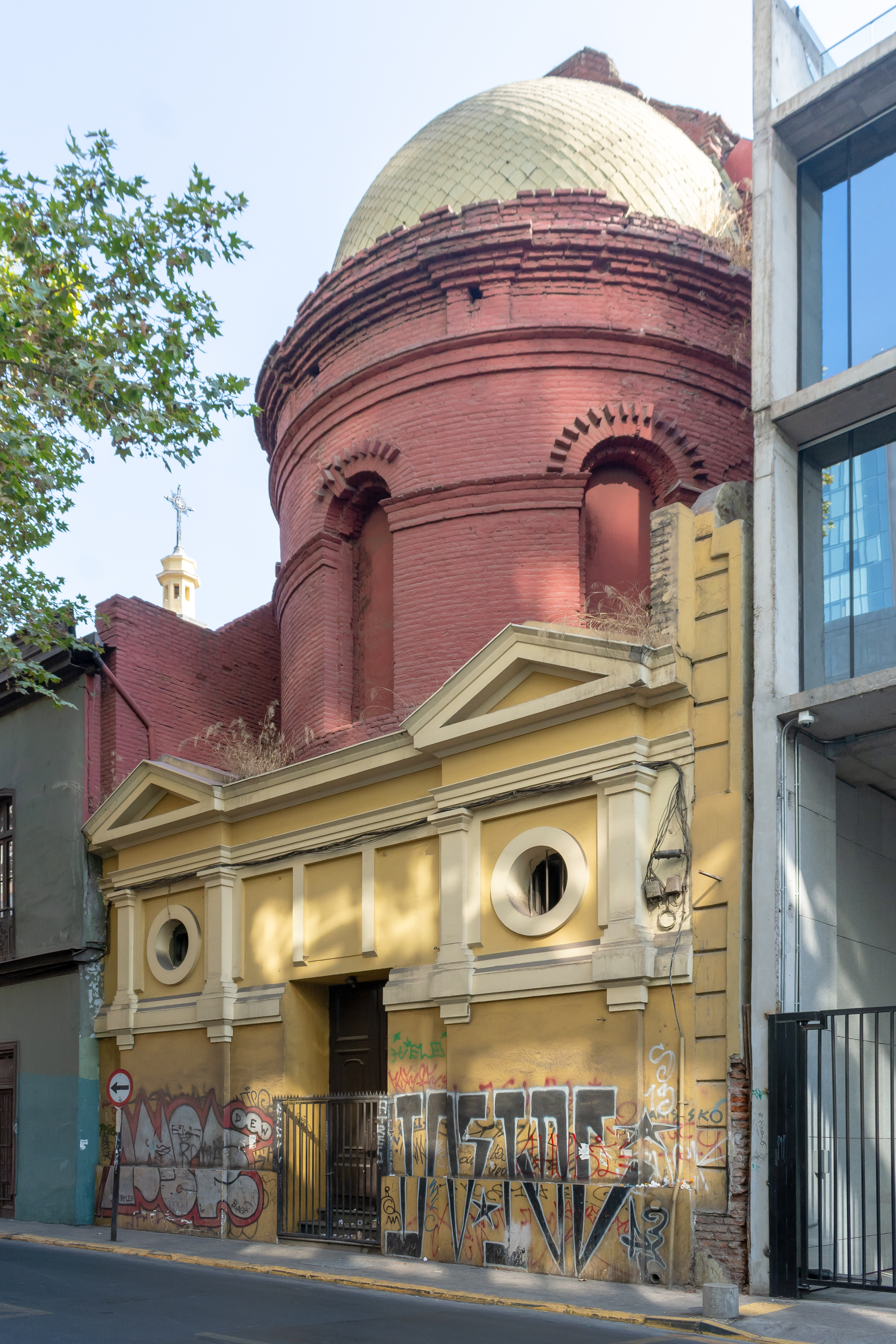
Acceso a la Capilla de San José desde la Calle San Martín.

## Espacios Anexos.

### Capilla de San José
En 1890 José Forteza Ubach propone la construcción de una monumental capilla reservada para la celebración de matrimonios en el lado derecho del altar principal. Medirá 10 metros de ancho por 30 de largo y tendrá un acceso directo desde la calle San Martín. 
Incapaz la parroquia de asumir el coste de finalizar este proyecto tal y como se definió, se decide habilitar el espacio como teatro con una capacidad de 157 personas.

### Plazuela de Santa Ana
Existen referencias anteriores a 1800 de la existencia de este espacio en la confluencia de las actuales calles Catedral con San Martín; aunque será precisamente ese año de 1800, cuando el Cabildo se plantee la construcción de su elemento actual más identificativo: su fuente. Lo hace por las demandas de los vecinos por el problema del abastecimiento de agua y para ello contratará al ingeniero Agustín Caballero (que trabajará en el Canal de Panamá). Planteará, para alimentar el nuevo surtidor, la instalación de una cañería desde el rebalse de la pila de Plaza de Armas.
Pero no es éste el dato más curioso de esta plazuela. Como ya comentamos en un principio, Iglesia de Santa Ana se construye sobre dos solares (regulares) cedidos por el gobernador Quiroga. Pero ¿de quién era la plazuela?. La pelea judicial se resolvió el 14 de julio de 1945 cuando la Corte Suprema decidió que la plazuela era (legalmente) de la Parroquia. Una sentencia que forzó la expropiación de la misma por parte de la Municipalidad siendo alcalde, Mario Valdés Morandé.
Actualmente esta plazuela forma parte del conjunto protegido por el Consejo de Monumentos en la categoría de Monumento Histórico.

### Otras Construcciones Anexas.
La parroquia de Santa Ana dispone de dos inmuebles adosados al templo que forman parte del conjunto patrimonial. Estos se ubican en su dos costados según se mira su fachada principal.
Al norte de la Plazuela de Santa Ana (hasta la antigua calle de Las Cenizas, actual San Martín) se dispusieron, casi desde el momento de la fundación de la parroquia, una sucesión de casas que hacían las veces de casa parroquial. En 1869 el párroco Estanislao Olea inicia la construcción de la nueva casa parroquial en el costado poniente de la iglesia. La nueva construcción constará de dos plantas con un patio central. En el piso inferior, se instalarán las oficinas parroquiales reservándose el superior para la residencia de los sacerdotes.
El traslado de los religiosos a la nueva residencia liberará las construcciones que daban a San Martín refaccionándose para ubicar ahí unas caballerizas, cochera y una escuela nocturna para adultos. 
Hemos de suponer que esta intervención no dejó del todo satisfecho al párroco porque en 1881 ordena la demolición de todas las construcciones ubicadas al oriente de la iglesia, en el costado de la calle San Martin. Diseña el nuevo edificio Carlos Stegemöller con una batería de almacenes en primer piso para renta, dos escuelas (una para hombres y otra para mujeres) así como unas nuevas oficinas parroquiales.
En el año 2.000 después de 131 años, la parroquia decide el traslado de la casa parroquial al edificio ubicado entre la plaza de Santa Ana y San Martín. En la antigua residencia de religiosos se ubica la Vicaría de la Pastoral Universitariadel Arzobispado de Santiago. A fines del año 2011, Monseñor Ricardo Ezzati decide fusionarla con la Vicaría de la Educación y trasladar su sede al Palacio Letelier, obra, casualmente, de José Forteza Ubach.

## Terremotos y reconstrucciones
Luego del catastrófico terremoto del 27 de febrero del 2010, la Parroquia Santa Ana se vio seriamente perjudicada. Los trabajos de restauración comenzaron el 2015 e incluyeron reparaciones en distintas zonas de la parroquia, como el área del bautisterio, el salón parroquial y la torre campanario.
Sumado a esto, se reparó la fachada principal y las laterales, la bóveda, el presbiterio, la sacristía y los pilares de la nave central, lo que tuvo un costo de más de 640 millones de pesos, financiamiento en el cual aportó el gobierno regional Santiago y el Arzobispado de Santiago.

## Interior
El interior de la iglesia se organiza en una planta de cruz latina; también posee dos capillas laterales, las que junto con la nave central son originales de Goycolea. El tratamiento interior de los muros reproduce de manera más sencilla el tratamiento de la fachada principal en un juego de entrantes y salientes que produce la disposición de columnas y pilastras. El frontis y acceso principal presenta ocho grandes columnas dóricas entre las que se inscriben tres puertas semejantes, siendo la central la más ancha y alta, en cada una de ellas se abre un vano rectangular.
La torre su ubica en el cuerpo central, se compone de tres cuerpos, el primero rectangular con vanos en cada una de sus caras y pilastras en las esquinas; el segundo octogonal con arcos de medio punto en cada cara; el tercer cuerpo posee un reloj en cada una de sus caras, el cual fue construido con piezas de un antiguo reloj que estuvo primero en la iglesia de la Compañía; finalmente, la torre está rematada por un chapitel y linterna. 
A un costado de la entrada principal, en una capilla lateral hay una Pila bautismal de mármol donde fueron bautizadas santa Teresa de Los Andes y la beata Laura Vicuña.

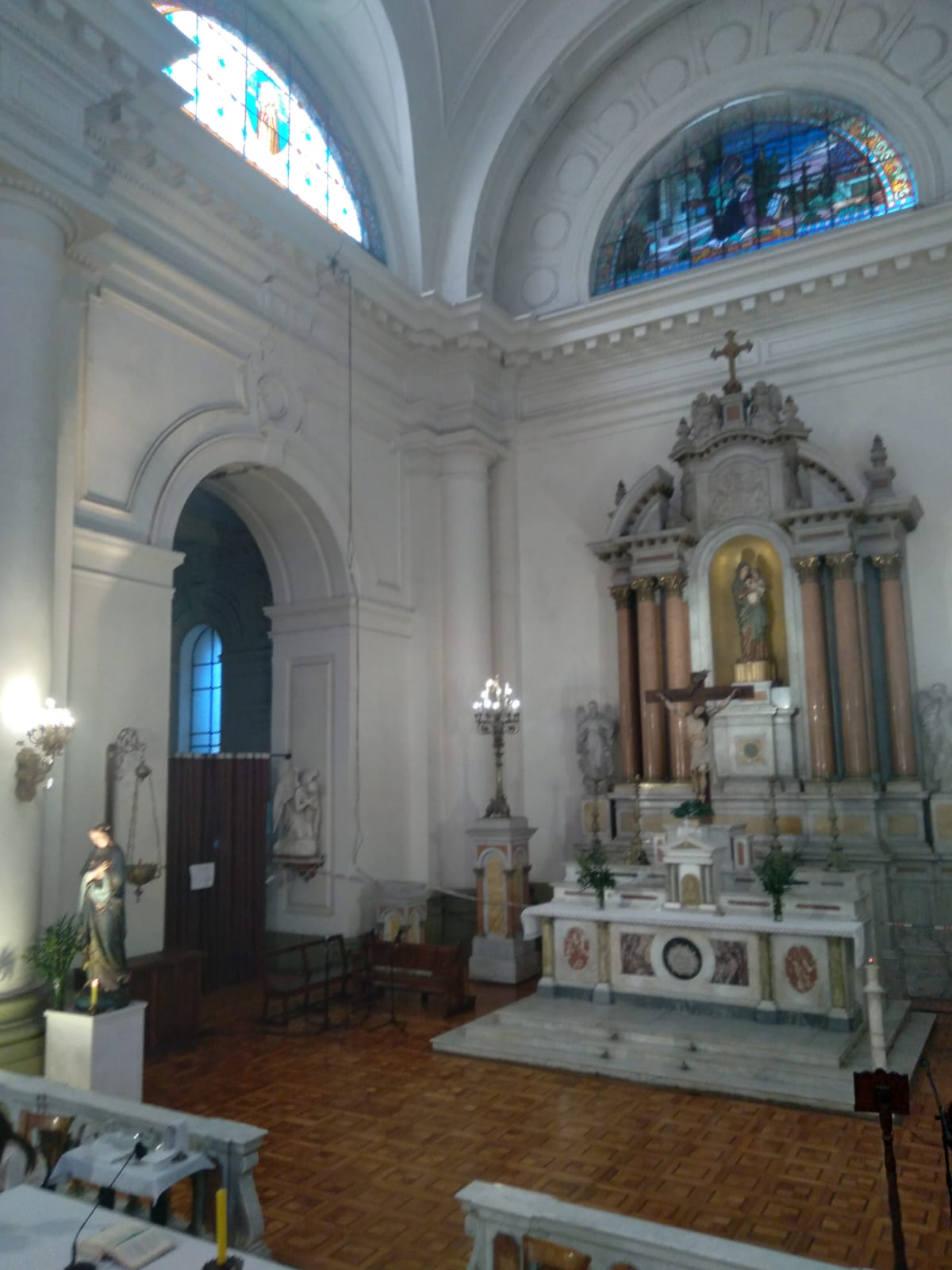
El actual altar mayor de Santa Ana es levantado entre 1884 y 1928. Es entero de mármol (al igual que el comulgatorio) y de bronce (los capiteles).

### Altar Mayor
El altar mayor está dedicado a la advocación de Santa Ana y según la tradición, podría haber sido diseñado por Fermín Vivaceta. Se conforma de dos ámbitos que se adosan. La base de las columnas así como el mesa del altar fueron ejecutados durante el curato de Estanislao Olea en 1884 (aprox.). Las columnas, capiteles y basamentos de la zona superior son de 1928. Presentan estas columnas la particularidad de que el mármol usado fue traído de una pieza desde Italia, siendo talladas y pulidas en Chile por Santiago Ceppi. De mármol es también el comulgatorio que separa el altar del resto del templo.
Los capiteles y basamentos son de bronce.
Destaca el vitral superior del altar dedicado a Santa Ana así como el crucificado. Según la tradición, fue un regalo del rey español Felipe II a la iglesia de Santa Ana.

## Otras curiosidades

### El Derecho de Asilo Eclesiástico
Este privilegio (también denominado "Asilo en sagrado") fue una práctica importada por los españoles al Nuevo Mundo del que se beneficiaron, por siglos, también las iglesias chilenas, y de manera especial, las construidas en Santiago. Los excesos cometidos en el uso de este privilegio forzó la limitación de dicho derecho en 1774, en el caso de Santiago, sólo a las iglesias de Santa Ana y San Isidro.
Se ha apelado hasta fechas muy recientes a este derecho pese a haber sido derogado legalmente en 1983 por el código canónico 

### El atentado anarquista de julio de 2014.
El 2 de octubre de 2013, una pareja de anarquistas chilenos colocaron una bomba en la Basílica del Pilar de Zaragoza sin provocar, por suerte, demasiados daños. A consecuencia de ello, son detenidos por las autoridades españolas lo que es calificado por sus pares chilenos, como un secuestro. La respuesta a esta supuesta agresión fue la colocación la madrugada del 22 de julio del año 2014 de un (pequeño) artefacto explosivo en la puerta principal de la iglesia de Santa Ana (la que mira a la Plaza de Santa Teresa de Los Andes).
Según cuentan testigos de dicho atentado, el ruido del artefacto no destacó de manera especial. Lo que finalmente les sacó de la cama fue el ruido de la sirena de los bomberos que acudió a la iglesia a sofocar el pequeño incendio provocado. Es por este episodio que hoy, entre la iglesia y la Plaza de Santa Teresa de Los Andes hay una reja.
Un último dato curioso, el 25 de julio de 1986 se inauguraba la estación de metro de "Santa Ana" perteneciente a la Línea 2 del Metro de Santiago.

## Otros lugares de interés cercanos
La importancia histórica del sector donde se ubica la iglesia de Santa Ana queda evidente hoy en día en la abundancia de sitios históricos que encontramos en sus inmediaciones así como en las iniciativas que se empezaron a desarrollar pero que lamentablemente no fueron concluidas. Reseñamos a continuación algunos de esos proyectos que o bien ya no existen, o bien, no pudieron ser concretados.

### Seminario Mayor de Santiago (1603) (Desaparecido)
El primer seminario de Chile (y el tercero de América) se instala en la cuadra de la catedral en 1584. Lidera este proyecto el tercer obispo de Santiago fray Diego de Medellín siguiendo las disposiciones del III Concilio de Lima, aplicación del de Trento en América, que pedía que se fundasen casas de formación sacerdotal. 
La segunda sede de esta casa de formación se ubicó en 1603 en una propiedad del Convento de Santo Domingo frente a la iglesia de Santa Ana en la que actualmente es la Plaza de Santa Teresa de Los Andes. Se debe esta iniciativa al Obispo de Santiago y rector del Seminario, Juan Pérez de Espinoza (1603-1610). 
Durante la independencia, el seminario se unió junta a otras instituciones educacionales para la creación del Instituto Nacional (1813), pero conservando la formación sacerdotal. Tras distintos cambios de sede, en 1854 se compran 14 cuadras de terreno "en el tajamar arriba como a catorce cuadras de la plaza principal" (actual Providencia) inaugurando la nueva sede en 1857. En 1955 se inaugura la nueva casa de Apoquindo demoliéndose el de la calle Providencia salvo su capilla (actual parroquia de los Ángeles Custodios). Solo diez años después se traslada el seminario a La Florida (Walker Martínez 2020). 

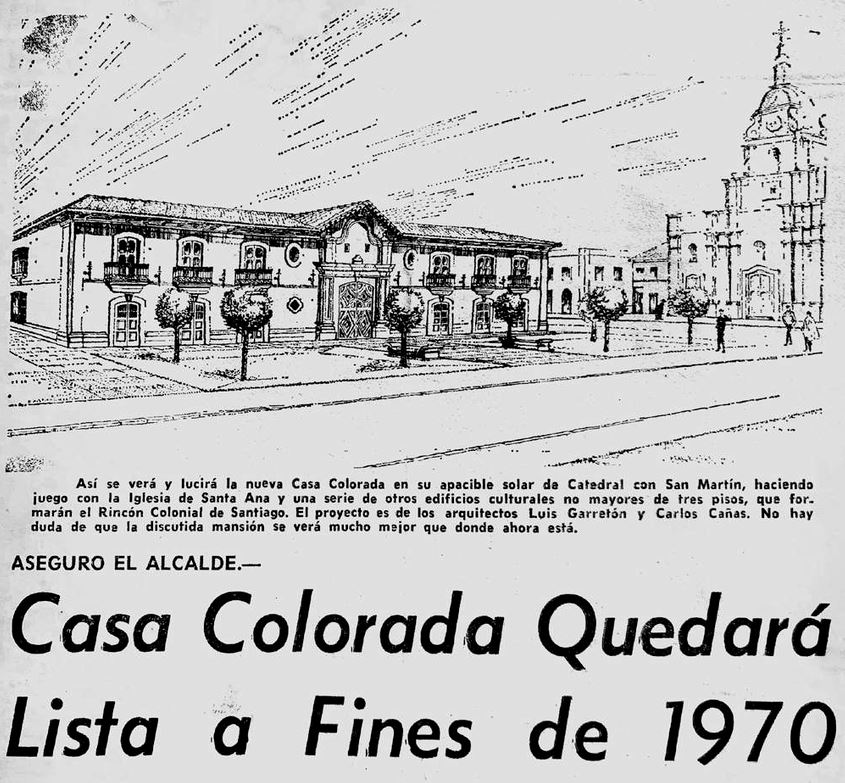
Imagen referencial de cómo quedaría este nuevo Rincón Colonial en donde quedaría inserto la sede de las academias chilenas de la historia y la lengua. Al nuevo inmueble se le adosaría la fachada de la Casa Colorada.

### Sedes Academia Nacional de Historia | Academia Nacional de la Lengua (1960) (Proyecto).
La declaración de la Casa Colorada como Monumento Histórico en 1960 (Decreto N.º 13936) determina (de una manera muy poco común) el traslado físico de su fachada (únicamente) a un edificio de nueva construcción, frente a la iglesia Santa Ana, firmado por Luis Garretón y Carlos Cañas. Albergaría este edificio las sedes de la Academia Nacional de Historia y la Academia Nacional de la Lengua. 

En 1969 surgen en la municipalidad los primeros cuestionamientos a la decisión de demoler parcialmente y trasladar este Monumento Histórico, derogándose finalmente el Decreto N.º.13936 sustituyéndose por el Decreto N.º. 1869 que estableció “que la naturaleza y antigüedad de la estructura del inmueble (la Casa Colorada) imposibilita su traslado conforme lo ordena la ley 13936”.

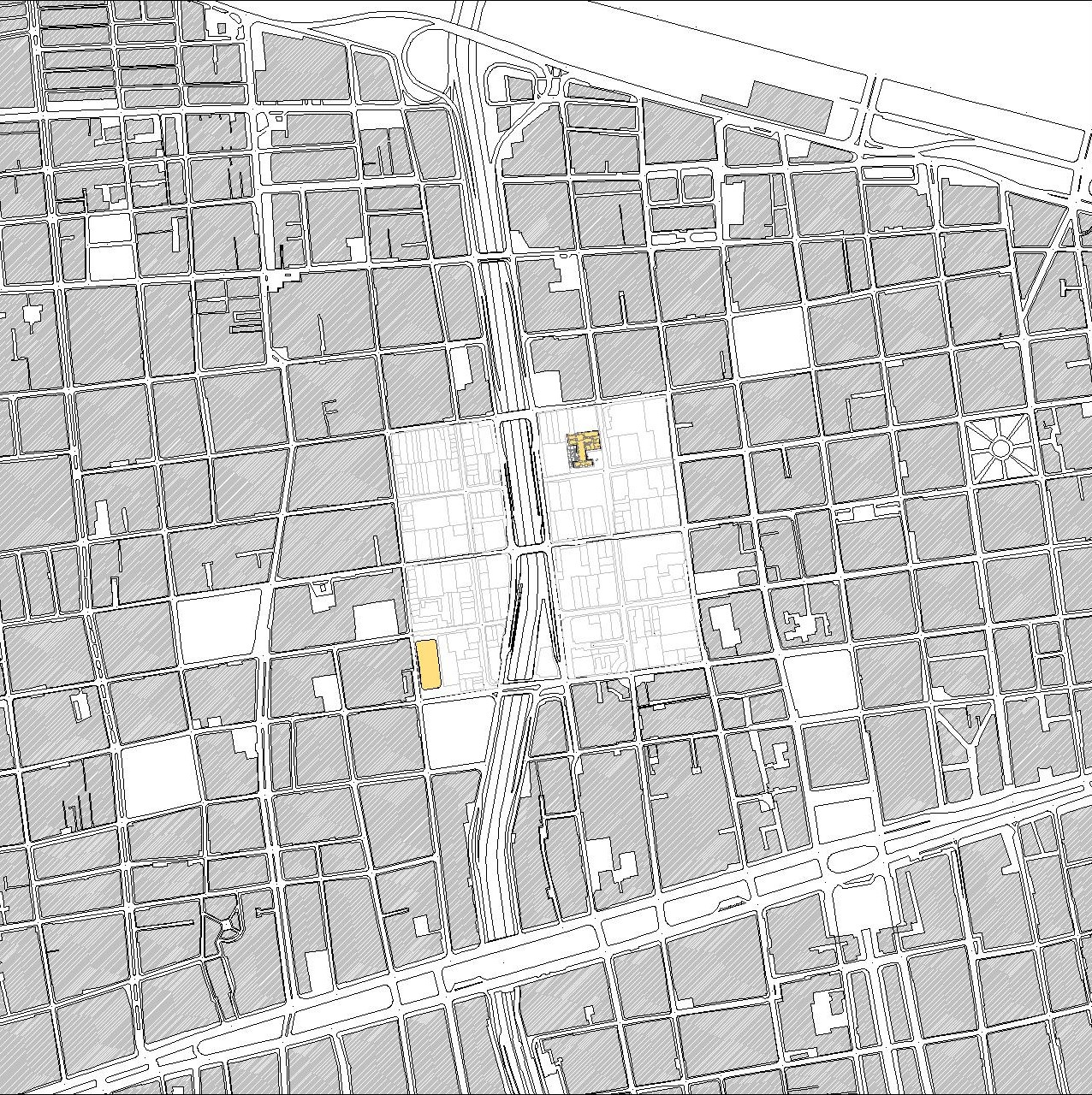
Área afecta para el [https://uchile.cl/noticias/116303/el-megaproyecto-urbano-que-pretendia-cambiar-el-centro-de-santiago Concurso Internacional "Diseño Urbano Inclusivo para Santiago Centro" (1972)

### Sitio Concurso Internacional"Diseño Urbano Inclusivo para Santiago Centro"(1972) (Proyecto)
El deterioro que sufría el centro de Santiago en los sesenta, junto con la apertura de la Avenida Norte-Sur (actual Autopista Central); decantó en la convocatoria de un concurso internacional en 1972 para el mejoramiento de un área equivalente a 16 cuadras.
Dicho ámbito quedó limitado por las calles Santo Domingo, Agustinas; Amunátegui y Almirante Barroso y lideraría esta transformación la CORMU (Corporación de Mejoramiento Urbano).Quedarían insertas en dicho intervención la Iglesia de Santa Ana y la Basílica del Salvador (destacadas en color café en el plano adjunto)
En agosto de 1972 se anunció que quien diseñaría esta intervención sería el argentino Emilio Messa de la Universidad Nacional de La Plata. Un año después, con algunos paños ya expropiados y demolidos, las nuevas autoridades militares decidieron cancelar el proyecto vendiendo los terrenos a privados.

#### La Propuesta
La propuesta consideró la reagrupación de las 16 manzanas tradicionales en cuatro súper manzanas autosuficientes en materia de equipamientos básicos, separadas en el sentido Norte-Sur por la autopista y en sentido Este-Oeste, por las vías de penetración al comercio y servicios metropolitanos. Sobre ellas se construiría 625.000 m², siendo la mitad dedicado a vivienda.
El proyecto eliminaba parte el tránsito vehicular en el centro de la capital, el cual sería servido mediante un anillo periférico permitiendo que los peatones tuvieran que caminar un máximo de tres o cuatro cuadras para alcanzar cualquier punto del sector. Se planteaba además la separación del tránsito vehicular y peatonal, estableciendo dos circuitos peatonales elevados a distintas alturas, siendo uno de ellos destinado a actividades comerciales, administrativas,  y el otro para acceso a las viviendas. 
El nivel 0 se liberaba para el transporte público,  y los estacionamientos estaban ubicados en plantas subterráneas. El proyecto integraba la edificación nueva y la parte existente que se mantenía , ofreciendo especial cuidado con los edificios patrimoniales de alto valor del sector, como la Iglesia Santa Ana y la Basílica del Salvador.
A principios del año 2010 el Museo de Arte Moderno de Nueva York (MoMA) se interesa por este proyecto para incluirlo en la muestra  “Latin America in Construction: Architecture 1955–1980”, exhibida entre marzo y julio de este año 2015.